# Drosophila ambigua
Drosophila ambigua este o specie de muște din genul Drosophila, familia Drosophilidae, descrisă de Pomini în anul 1940. Conform Catalogue of Life specia Drosophila ambigua nu are subspecii cunoscute.